# Bistum Nova Friburgo
Das Bistum Nova Friburgo (lat.: Dioecesis Neo-Friburgensis) ist eine in Brasilien gelegene römisch-katholische Diözese mit Sitz in Nova Friburgo im Bundesstaat Rio de Janeiro. 

## Geschichte
Das Bistum Nova Friburgo wurde am 26. März 1960 durch Papst Johannes XXIII. mit der Apostolischen Konstitution Quandoquidem verbis aus Gebietsabtretungen der Bistümer Barra do Piraí und Petrópolis errichtet und dem Erzbistum Niterói als Suffraganbistum unterstellt.

## Bischöfe von Nova Friburgo
- Clemente Isnard OSB, 1960–1992
- Alano Maria Pena OP, 1993–2003, dann Erzbischof von Niterói
- Rafael Llano Cifuentes, 2004–2010
- Edney Gouvêa Mattoso, 2010–2020
- Luiz Antônio Lopes Ricci, 2020–2025, dann Bischof von Itapetininga
- Pedro Cunha Cruz, seit 2025